# 6538 Muraviov
6538 Muraviov (1981 SA5) là một tiểu hành tinh vành đai chính được phát hiện ngày 25 tháng 9 năm 1981 bởi L. I. Chernykh ở Đài vật lý thiên văn Crimean.